# Pape Sow
Pour les articles homonymes, voir Sow.
Pape Sow est un joueur sénégalais de basket-ball, né à Dakar le 22 novembre 1981.

## Carrière
Pape Sow joue au niveau universitaire pour l'université d'État de Californie à Fullerton. En juin 2004, Sow est choisi par l'équipe NBA du Heat de Miami au 47e rang de la draft 2004. Ses droits sont alors transférés aux Raptors de Toronto. Le Heat reçoit pour sa part Albert Miralles. Pape Sow arrive à s'intégrer à l'équipe de Raptors de Toronto et joue une première saison pendant laquelle il montre ses qualités défensives. La saison d'après, bien que l'entraîneur Sam Mitchell ne compte plus sur lui, il reste en rotation de l'équipe canadienne. La saison 2006-2007, Sow se blesse à l'entraînement et n'apparaît que sept fois pendant toute la saison.
À partir de 2007, Pape Sow joue en Europe, d'abord chez Prokom Trefl Sopot(Pologne) puis à l'Olimpia Milan.